# Scopoides
Genre
Synonymes
- Scopodes Chamberlin, 1922 nec Erichson, 1842

Scopoides est un genre d'araignées aranéomorphes de la famille des Gnaphosidae.

## Distribution
Les espèces de ce genre se rencontrent en Amérique du Nord.

## Liste des espèces
Selon World Spider Catalog (version 24.5, 26/08/2023) :
- Scopoides asceticus (Chamberlin, 1924)
- Scopoides bryantae (Platnick & Shadab, 1976)
- Scopoides cambridgei (Gertsch & Davis, 1940)
- Scopoides catharius (Chamberlin, 1922)
- Scopoides gertschi (Platnick, 1978)
- Scopoides kastoni (Platnick & Shadab, 1976)
- Scopoides naturalisticus (Chamberlin, 1924)
- Scopoides nesiotes (Chamberlin, 1924)
- Scopoides ochraceus (F. O. Pickard-Cambridge, 1899)
- Scopoides rostratus (Platnick & Shadab, 1976)
- Scopoides santiago (Platnick & Shadab, 1976)
- Scopoides tlacolula (Platnick & Shadab, 1976)

Selon World Spider Catalog (version 23.5, 2023) :
- † Scopoides dominicanus Wunderlich, 2011

## Systématique et taxinomie
Scopodes Chamberlin, 1922, préoccupé par Scopodes Erichson, 1842, a été remplacé par Scopoides par Platnick en  1989

## Publications originales
- Platnick, 1989 : Advances in Spider Taxonomy 1981-1987: A Supplement to Brignoli's A Catalogue of the Araneae described between 1940 and 1981. Manchester University Press, p. 1-673.
- Chamberlin, 1922 : « The North American spiders of the family Gnaphosidae. » Proceedings of the Biological Society of Washington, vol. 35, p. 145-172.